# Euxootera chrysophaës
Euxootera chrysophaës är en fjärilsart som beskrevs av Fletcher 1963. Euxootera chrysophaës ingår i släktet Euxootera och familjen nattflyn. Inga underarter finns listade i Catalogue of Life.